# Löshund

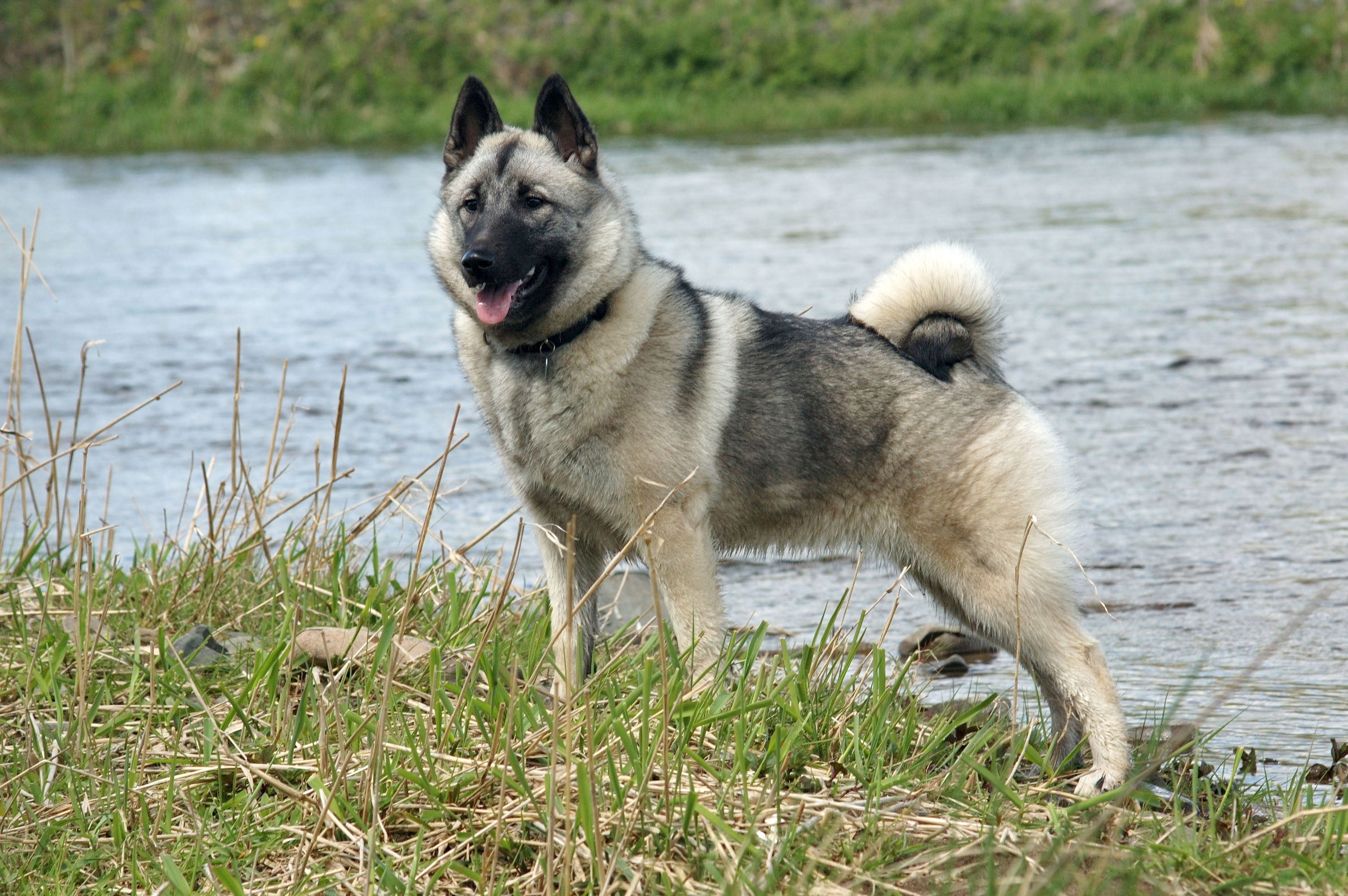
Gråhunden (norsk älghund, grå), är populär till löshundsjakt på älg.

En löshund är en jakthund som utan koppel följer doftspår från vilt vid så kallad löshundsjakt. Det kan röra sig om antingen ställande hundar eller drivande hundar. De förra ställer viltet med ståndskall tills jägaren hinner fram för att skjuta. De senare driver viltet med drevskall mot jägaren. Det är alltså hundar som arbetar utanför jägarens synfält, därför är skallet av största vikt för att jakten skall ge resultat.